# Supercross
El supercross es una disciplina motociclística derivada del motocross, que se disputa en circuitos temporales armados dentro de estadios, en particular de béisbol o fútbol americano. Cada carrera se compone de un sistema de eliminatorias hasta llegar a una final. Los circuitos son mucho más pequeños e intensos que en el motocross, y las mangas clasificatorias son más cortas.
Las dos disciplinas tienen muchos aspectos en común. La motocicletas con las que se compite son las mismas, aunque con algunos ajustes de motor y suspensiones.
El término «supercross» viene del nombre del primer evento de esta especialidad, celebrado en Estados Unidos el 1972. El promotor del evento, Michael Goodwin lo llamó Super Bowl of Motocross y se disputó dentro del Los Angeles Memorial Coliseum en Los Ángeles, California. Este evento fue ganado por Marty Tripes con 16 años.
En Estados Unidos, el Campeonato de la AMA de Supercross se disputa desde 1974. Es fiscalizado por la American Motorcyclist Association y organizado por Feld Entertainment.
En Europa destaca el Supercross París-Bercy, una carrera disputada en el Palais Omnisports de Paris-Bercy desde 1984. Estados Unidos es el país con un nivel más exigente en esta disciplina.
- Datos: Q2341027
- Multimedia: Supercross / Q2341027